# Planet Waves
| Críticas profissionais | Críticas profissionais |
| Avaliações da crítica  | Avaliações da crítica  |
| Fonte                  | Avaliação              |
| ---------------------- | ---------------------- |
| allmusic               | 3.5 de 5 estrelas.     |
| Robert Christgau       | A-                     |

Planet Waves é o décimo quarto álbum de estúdio do cantor Bob Dylan, lançado a 17 de Janeiro de 1974. Foi gravado em conjunto com seus antigos colaboradores do The Band, que após o lançamento deste álbum embarcou com Dylan em uma turnê de reunião (documentada posteriormente no disco ao vivo Before the Flood).
Atingiu a 1ª colocação do Pop Albums.

## Faixas
Todas as faixas por Bob Dylan
1. "On a Night Like This" – 2:57
2. "Going, Going, Gone" – 3:27
3. "Tough Mama" – 4:17
4. "Hazel" – 2:50
5. "Something There Is About You" – 4:45
6. "Forever Young" – 4:57
7. "Forever Young (Continued)" – 2:49
8. "Dirge" – 5:36
9. "You Angel You" – 2:54
10. "Never Say Goodbye" – 2:56
11. "Wedding Song" – 4:42

## Créditos
- Bob Dylan - guitarra, harmónica, teclados, vocal
- Robbie Robertson - guitarra, baixo
- Rick Danko - baixo, violino, vocal
- Garth Hudson - teclados, órgão, piano, saxofone
- Richard Manuel - piano, teclados, bateria
- Levon Helm - bateria, bandolim, vocal